# Margaritaville at Sea Islander
Die Margaritaville at Sea Islander ist ein Kreuzfahrtschiff des Veranstalters Margaritaville at Sea. Bis 2020 wurde es als Costa Atlantica von Costa Crociere betrieben.

## Einzelheiten
Die Margaritaville at Sea Islander wurde ursprünglich als Costa Atlantica von Costa Crociere betrieben. Sie war das erste Kreuzfahrtschiff, das von Costa Crociere unter Führung der Carnival Corporation & plc bestellt wurde. Die Kvaerner-Masa-Yards in Helsinki stellte das Schiff im Jahr 2000 fertig. Es wurde von der italienischen Schauspielerin und Film-Diva Claudia Cardinale auf den Namen Costa Atlantica getauft.
Das Schiff verfügt über eine Passagierkapazität von 2.680 Plätzen und eine Besatzungsstärke von 920 Mann. Die Antriebsanlage ist dieselelektrisch und ermöglicht eine Geschwindigkeit von 24 Knoten.

## Einsatz
Ab 2014 setzte Costa Crociere das Schiff auf dem asiatischen Markt ein. Wie auch die Costa Serena, die Costa neoRomantica, sowie seit 2019 die Costa Venezia, fuhr die Costa Atlantica ausschließlich für asiatische Gäste. Von ihren Basishäfen Tianjin bei Peking sowie Shekou bei Hongkong aus, wurden auf fünftägigen Reisen Ziele in Japan angelaufen.
Im Januar 2020 verließ das Schiff die Flotte von Costa Crociere und wurde an CSSC Carnival Cruise Shipping Limited übergeben, ein Joint-Venture von China State Shipbuilding Corporation und Carnival Corporation & plc. Im August 2021 wurde es auf die Flagge der Bahamas mit Heimathafen Nassau umgeflaggt.
Das Schiff unternahm jedoch keine Fahrten für den neuen Beitreiber und war ab Ausbruch der COVID-19-Pandemie aufgelegt. Im Oktober 2023 wurde das Schiff in Margaritaville at Sea Islander umbenannt, kurze Zeit später gab Margaritasville at Sea die Übernahme des Schiffes bekannt. Von Januar bis April 2024 wurde das Schiff in Belfast umgebaut und absolvierte anschließend Testfahrten. Seit Juni 2024 fährt es von Tampa aus Ziele in der Karibik an.

## Zwischenfall
2010 verursachte die damalige Costa Atlantica unter dem Kommando von Kapitän Francesco Schettino, später der verantwortliche Schiffsführer bei der Havarie der Costa Concordia, in Warnemünde eine Beschädigung der an der Pier liegenden AIDAblu. Die AIDAblu, welche ebenfalls zum Betreiberkonzern Carnival Corporation & plc gehörte, wurde offenbar durch zu schnelle Fahrt beim Einlaufen in den Hafen in Bewegung gebracht. Bei dem Vorfall sei es aber nur zu einer leichten Beschädigung der Proviantrampe der AIDAblu gekommen.
Die Reederei Costa Crociere, der beide Kreuzfahrtschiffe gehörten, dementierte umgehend eine Schiffsberührung und beklagte eine unangemessene Darstellung, da solch oberflächliche Schäden im Alltag „passieren“ würden. Schettino soll aber durch die Reederei schriftlich für seine mangelnde Aufmerksamkeit gerügt worden sein.